# Jardin botanique de Bayonne
Le jardin botanique de Bayonne, ou jardin botanique des remparts, est un jardin municipal de 3 000 m2 situé en plein cœur du secteur sauvegardé entre la cathédrale Sainte Marie et les remparts de Bayonne (allée des Tarides, près du monument aux morts) érigés par Vauban, avenue du Onze-Novembre. 
Il est desservi par la navette gratuite de la ligne centre-ville au niveau de l'arrêt n° 7. L'entrée est libre (facilité d'accès pour les handicapés) mais réglementée (interdiction d'entrée aux chiens) du mardi au samedi de mi-avril à mi-octobre de 10h00 à 18h00.
L'entrée du jardin est gratuite et sa visite complète peut prendre entre 1 et 2h : de quoi observer toutes les plantes.

## Histoire
Ce jardin, suspendu au-dessus de la ville de Bayonne, a été construit entre 1987 et 1990.
Installé sur un bastion des fortifications de Vauban dominant le monument aux morts, le jardin botanique est aménagé sur une ancienne bâtisse qui servait d'abri pour les vaches paissant dans les douves.
À la fin des années 1980, le service des Espaces verts a décidé de transformer ce lieu envahi par les ronces en un jardin structuré. Le premier plan de ce qui deviendra le jardin botanique a été élaboré en 1985. L'inauguration officielle a eu lieu en juin 1990.
La plupart des travaux ont été réalisés par des ouvriers municipaux qui ont utilisé essentiellement des matériaux de récupération (des pavés, des pierres ou des traverses de chemin de fer), pour mélanger à la fois le style basque représenté par la maison d'exposition typiquement basque intérieurement et extérieurement, et le style japonais, ce qui engendre un mélange de cultures se voulant surprenant et agréable.

## Description
Il regroupe près d'un millier de taxons et est établi sur un bastion de la forteresse bayonnaise de sept mètres de haut suspendu au-dessus de la ville. Malgré la modeste surface du jardin, dessiné sur un mode japonisant (avec une pièce d'eau, pont-passerelle et cascade), il y a une diversité de scènes surprenantes, une multiplication d'allées, de recoins et de niveaux créant une belle illusion spatiale. De plus, le jardin regroupe des espèces rares comme le katsura (Cercidiphyllum japonicum), surnommé l'« arbre au caramel », dont les feuilles sentent le caramel et le pain d'épice. Chaque espèce est étiquetée.
Le jardin dessiné en terrasses transporte de pays en pays, par des variétés telles que l'Albizzia, l'Agapanthe (Agapanthaceae), le Cycas du Japon (Cycas Revoluta), fougère préhistorique, ou les sauges du Mexique.

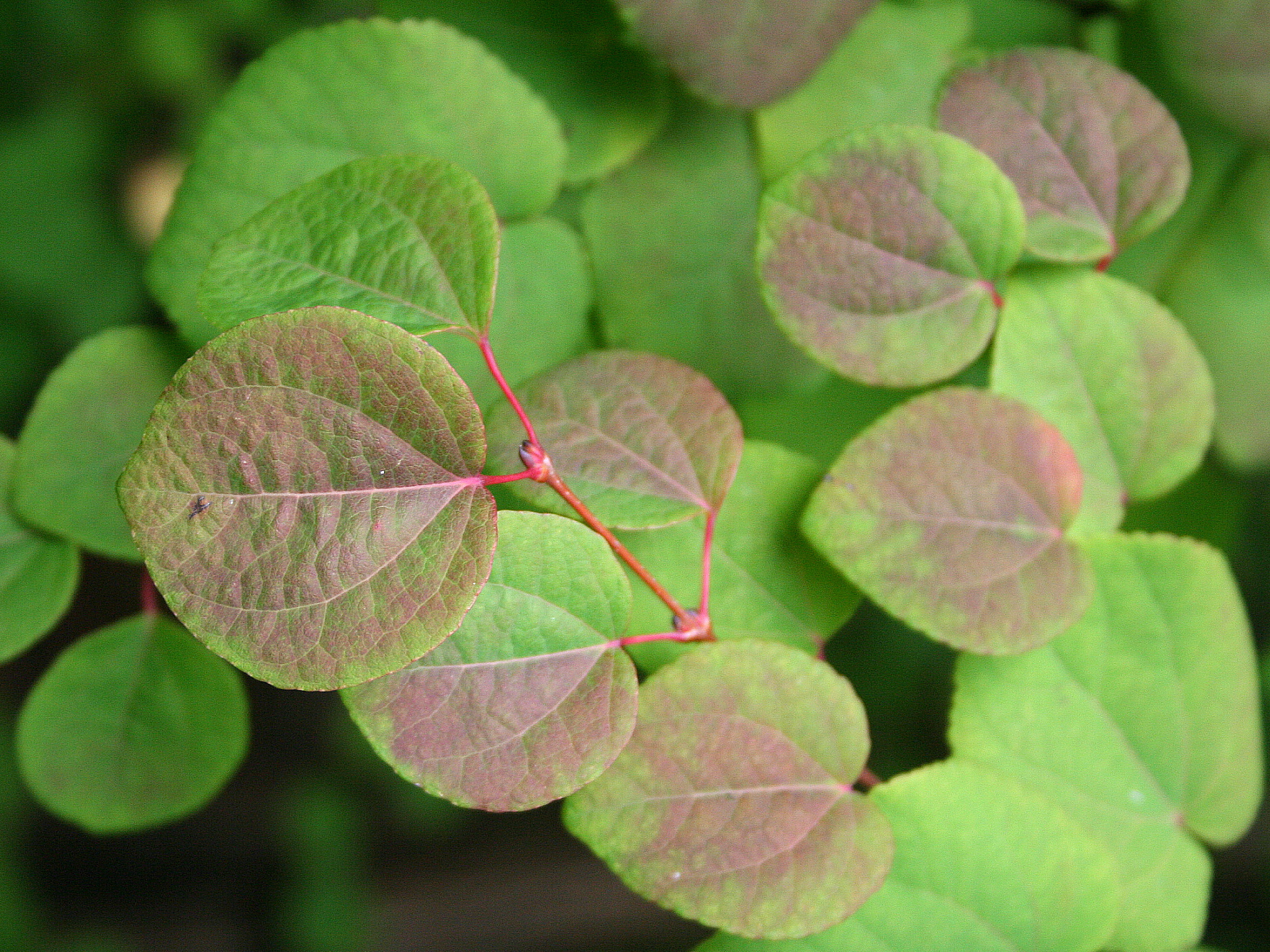
Arbre de katsura
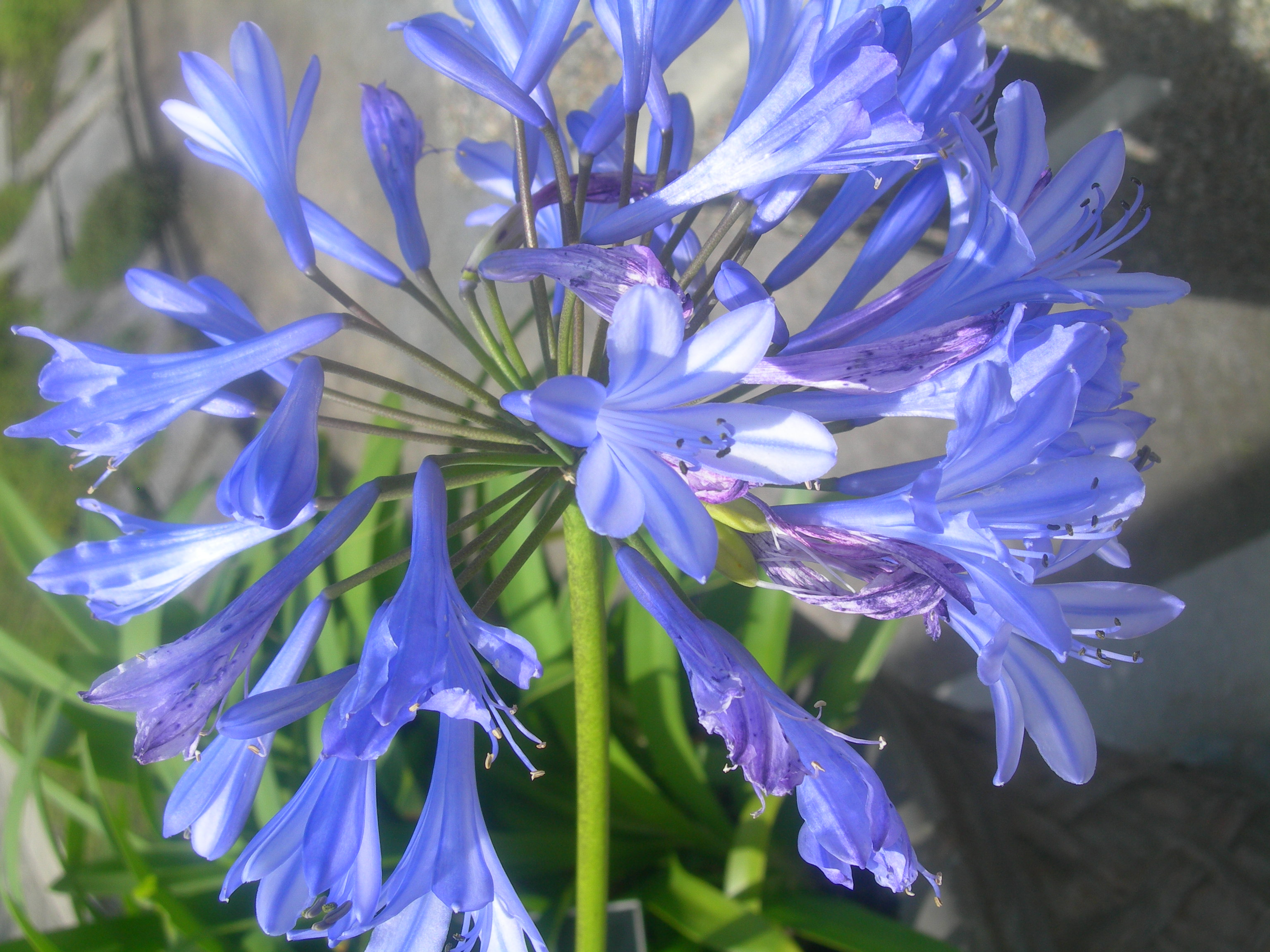
Agapanthus
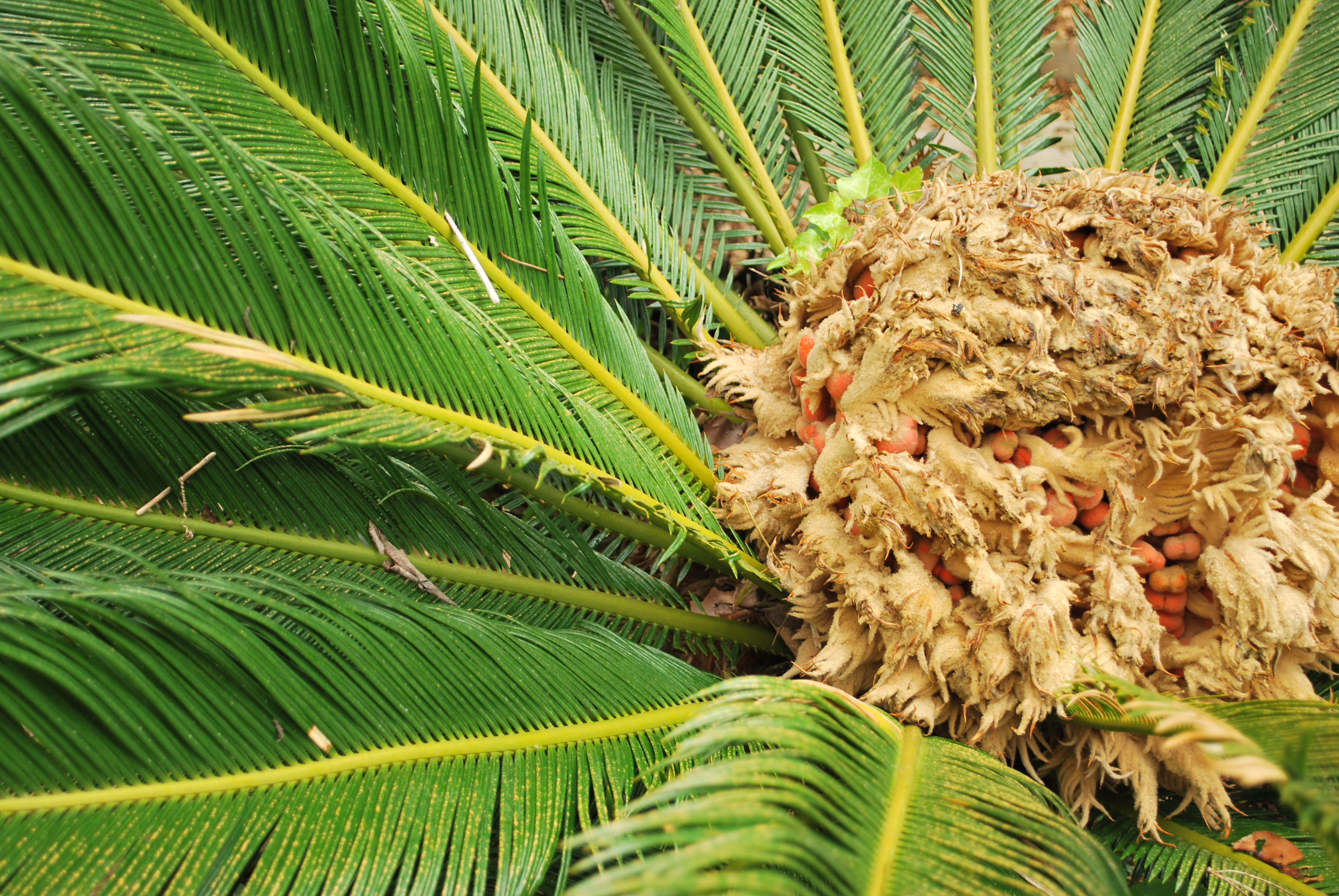
Cycas revoluta du jardin botanique de Bayonne

Le jardin est divisé en neuf secteurs qui regroupent les plantes mises en valeur soit sur la base des couleurs de floraison ou de feuillage, soit sur une base sensorielle visuelle ou sur une invitation pour le visiteur au voyage vers des contrées lointaines. Un plan avec la localisation des différents secteurs accueille les visiteurs sur la micro-esplanade devant la salle d'exposition située en position centrale.

Plan actuel du jardin botanique de Bayonne.

À l'intersection de deux chemins, dans le secteur bambouseraie, une mosaïque représentant une croix basque rouge recouvre le sol.
Dans ce jardin se trouvent diverses constructions telles que des bancs (4), des petits ponts (3) ou des escaliers.

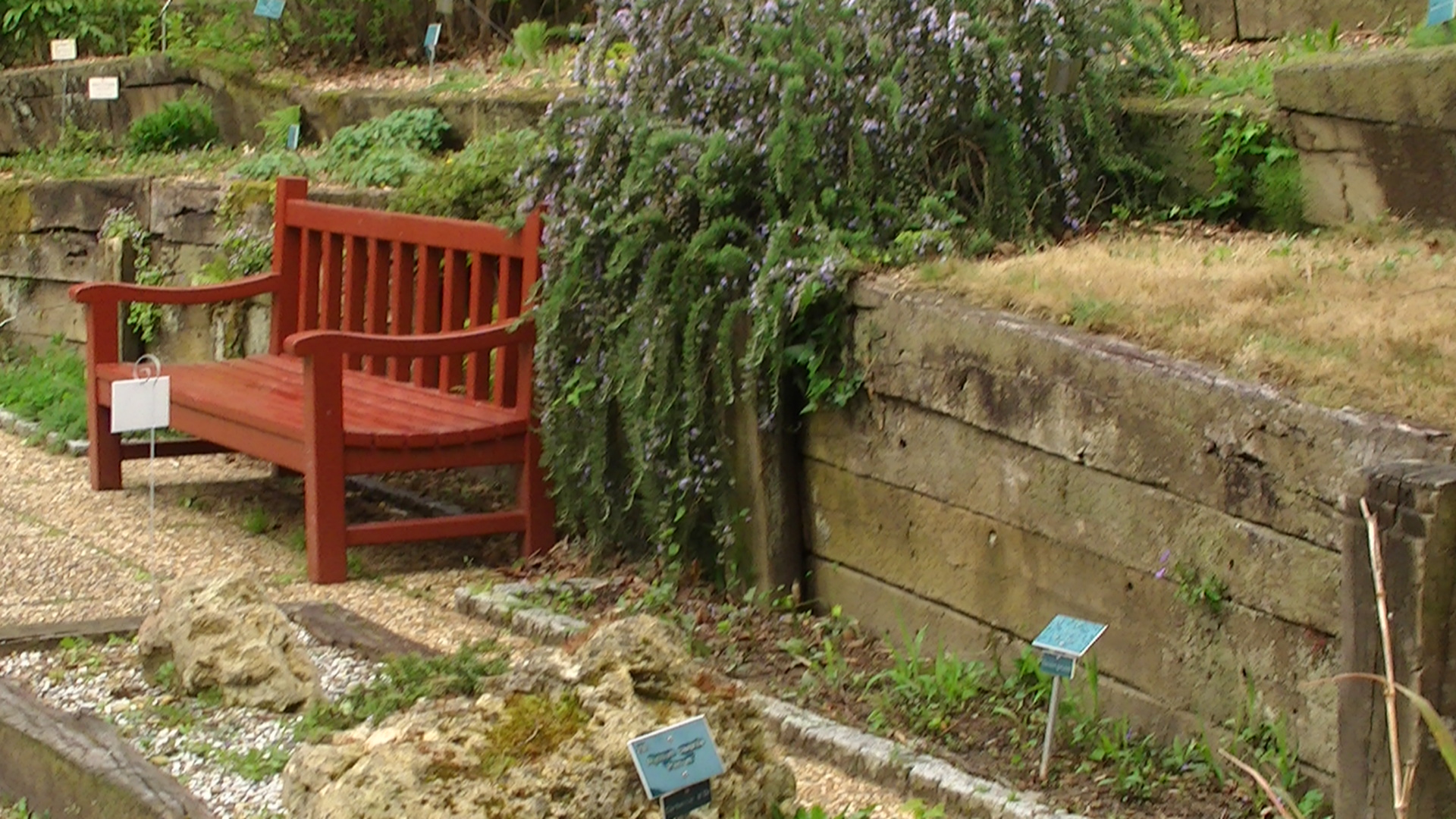
Banc dans le jardin

La meilleure période pour voir un maximum de floraison est située entre fin juin et mi-juillet. De même, la période qui permet d'observer le développement végétal maximum est comprise entre fin août et mi-septembre.

### Secteur «Touche d'exotisme»
Ce secteur est le premier visible sur la droite de la micro-esplanade. Les plantes qui le composent proviennent de pays tropicaux et sont peu rustiques. L'une des plus remarquables est l'Oiseau de paradis (Strelitzia reginae). Elle appartient à la catégorie de plante vivace. Elle ne supporte pas les températures en dessous de 0 °C donc pour cela l'équipe du jardin botanique les protège en hiver contre le gel. Au cours du printemps, ses touffes hissent de très belles fleurs multicolores.

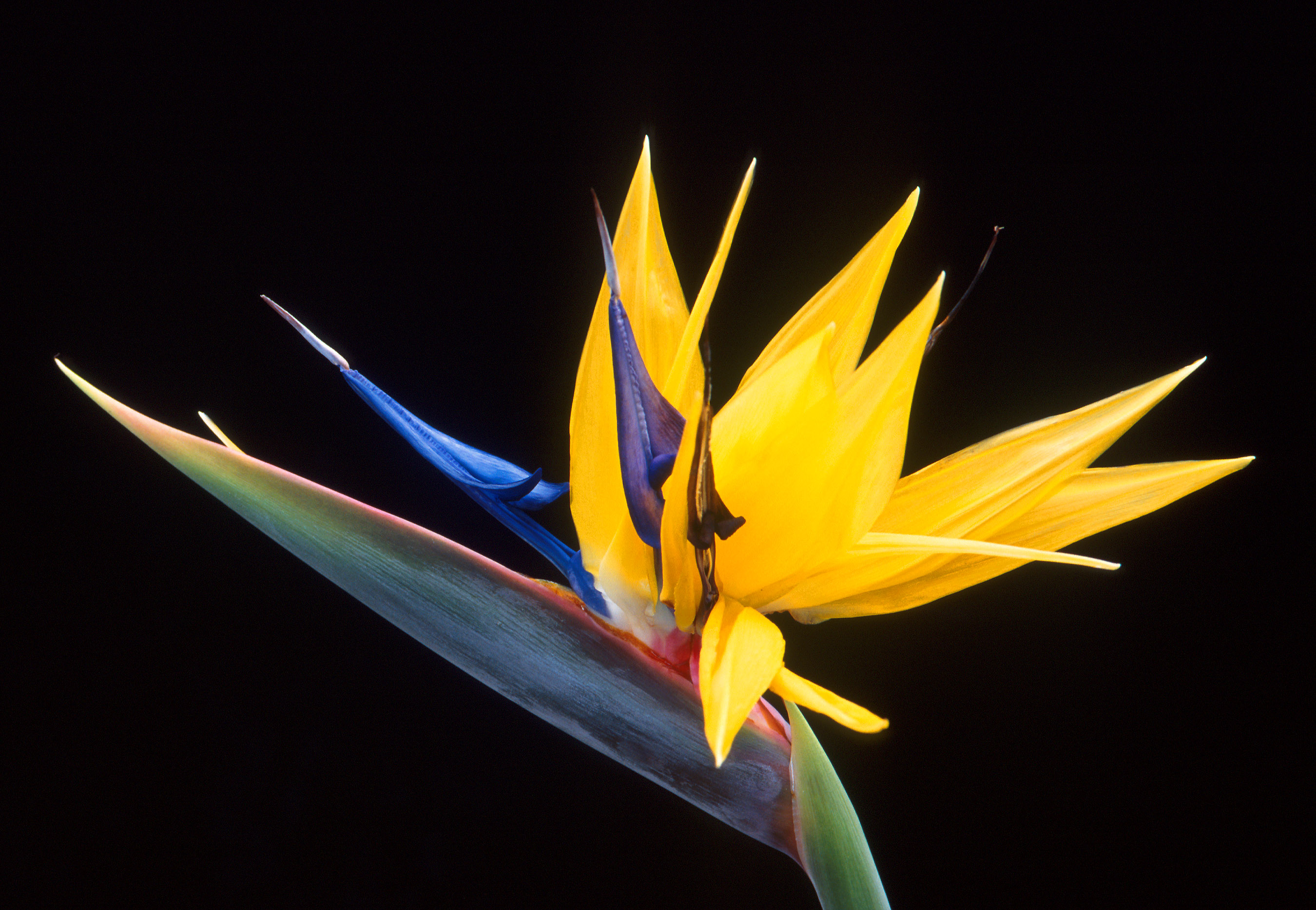
Strelitzia larger

La Strelitzia est une plante tropicale d'Afrique du Sud. Elle a besoin de beaucoup d'attention, une exposition plein soleil, beaucoup de chaleur et ne supporte pas les températures négatives, elle a besoin aussi d’une certaine humidité dans le sol pour bien s’épanouir. Elle mesure jusqu'à 2 mètres de hauteur sur 1,5 à 2 mètres de largeur. Bien que cette plante fleurisse en hiver et n'ait pas d'odeur, elle a de très belles couleurs jaune citron, rouge-orangé ou même parfois bleu qui la rendent si particulière et unique. Ces feuilles sont longues, fines et tenues par des tiges épaisses dont la couleur reste verte toute l'année.
Son nom botanique provient de l'épouse de George III d'Angleterre, Charlotte de Mecklenburg-Strelitz.

### Secteur «Teintes de jaune»
Dans cette zone où fleurissent des plantes à fleurs jaunes, une pivoine arbustive (Paeonia suffruticosa), fleurit au printemps et donne des fleurs roses. Elle ne résiste pas aux grands froids (à partir de −5 °C, elle gèle) et est exposée en plein soleil. Ses feuilles illustrent un mélange de couleur ébène, de rouge et de vert.
Un Halimium halimifolium (hélianthène à feuilles d'halimiones) vient la rejoindre, fleurissant également au printemps. Il offre au spectateur des fleurs jaune vif. Cette plante mesure environ 1,5 mètre de largeur et est originaire d'Asie. 

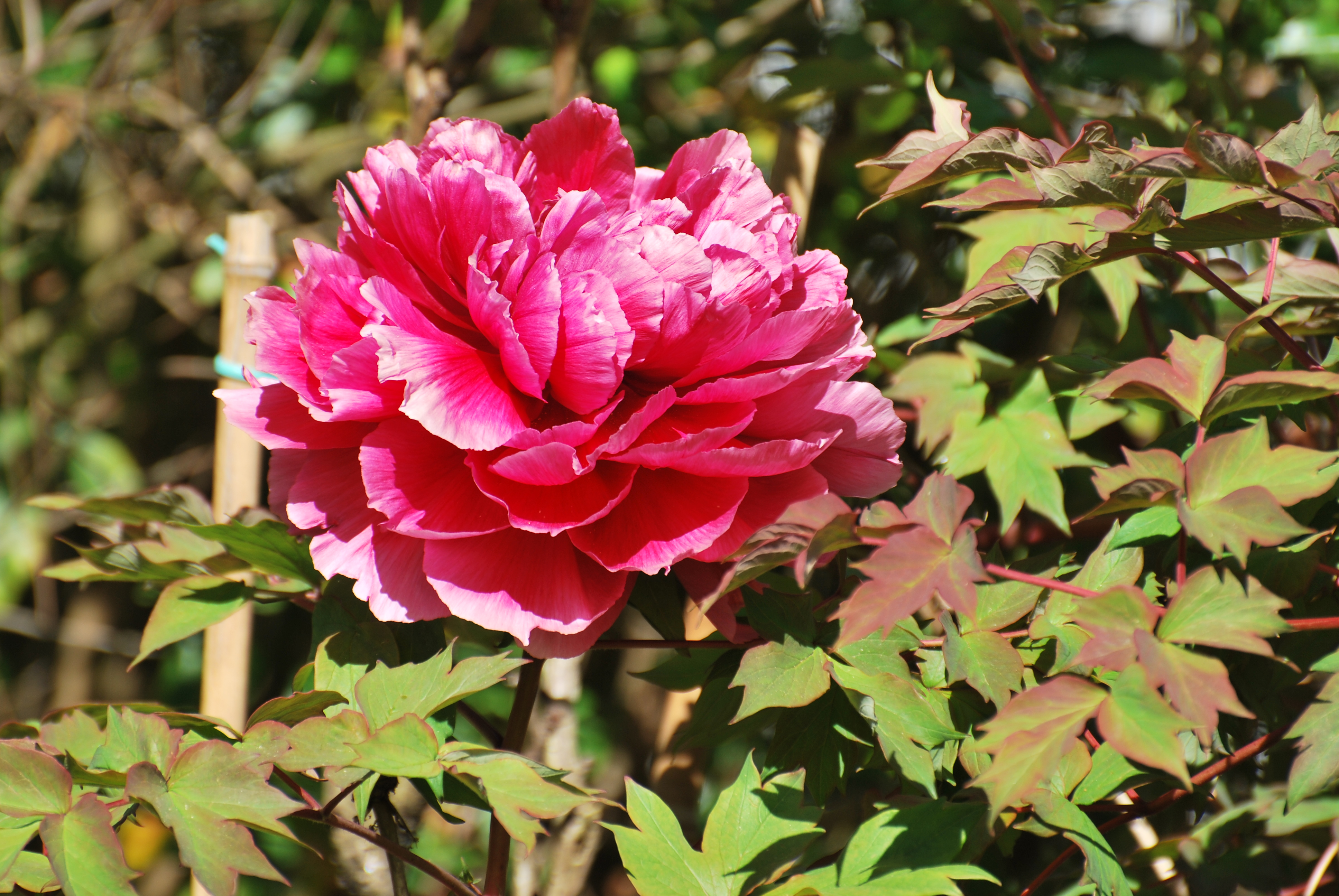
Paeonia suffruticosa
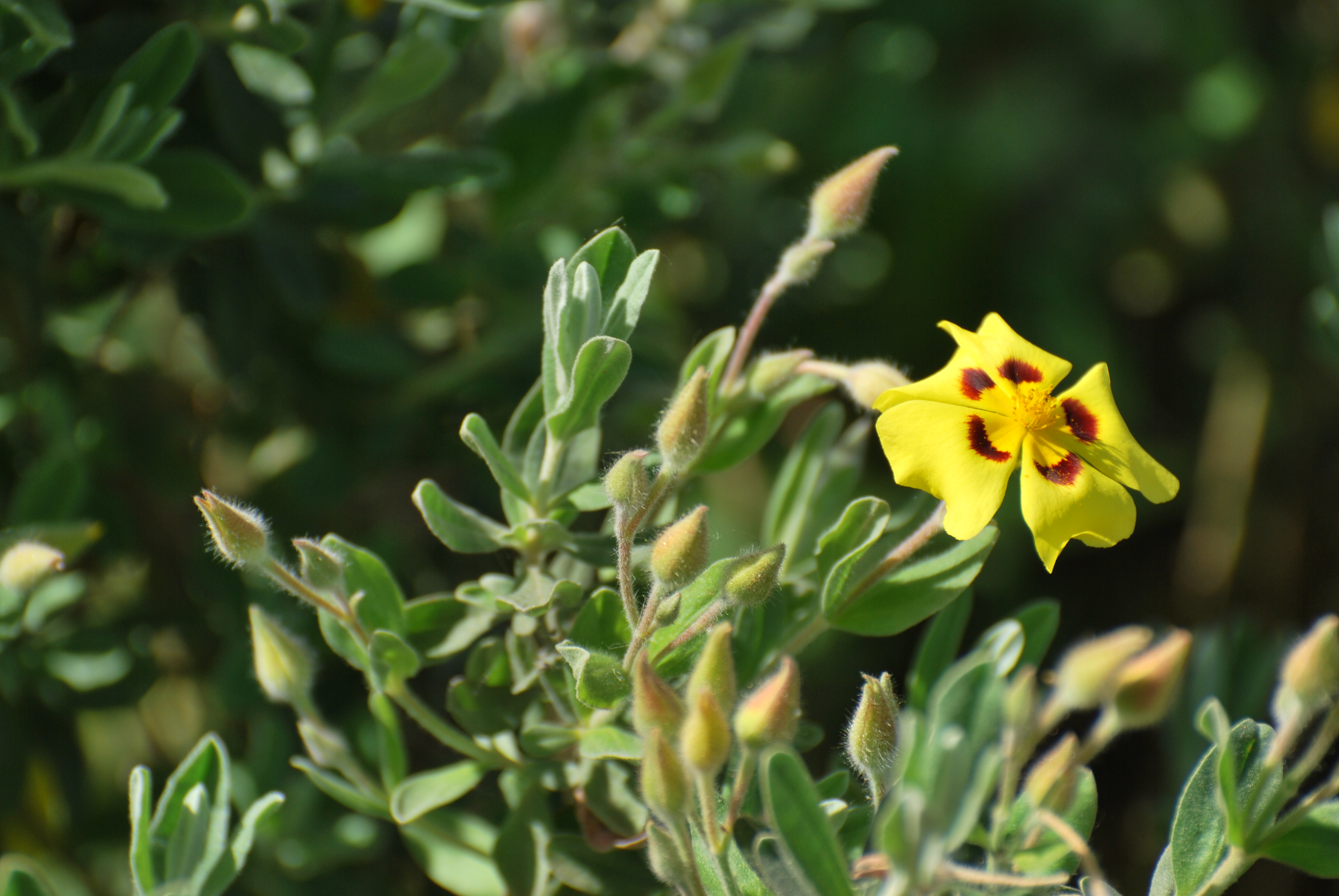
Halimium halimifolium

### Secteur «Sous-bois»
On trouve plusieurs espèces d'érables (dont Acer palmatum). Une pergola est installée dans ce secteur sous laquelle on peut se reposer au contact de la nature.

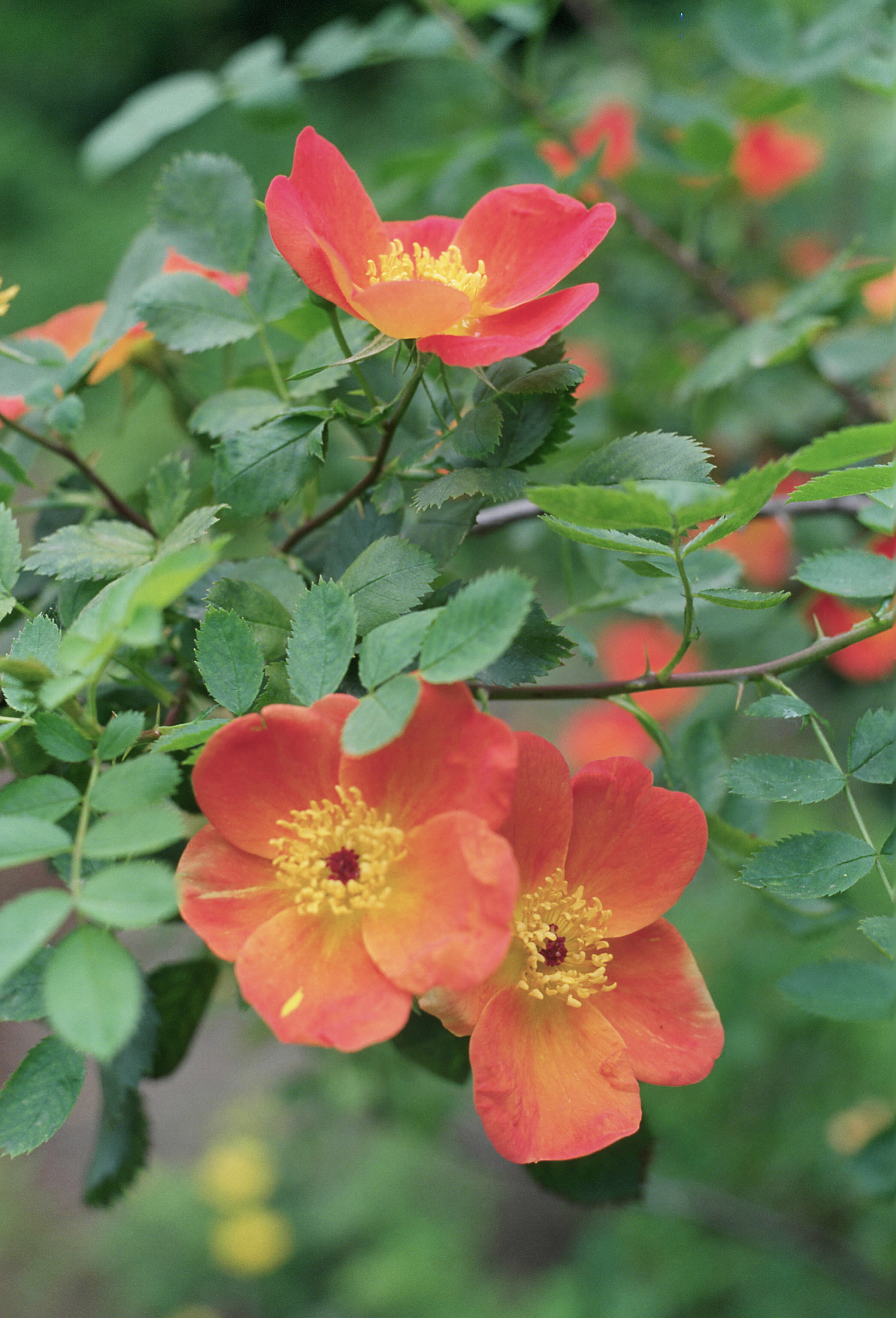
Rosa foetida 'Bicolor'

Cette plante prénommée Rosa « Cocktail » se situe sur le côté est du jardin, un peu après la zone des sous-bois. C'est un rosier grimpant avec des fleurs aux pétales de couleur rouge qui peuvent varier à l'orange. Cette plante peut monter jusqu'à 2 à 3 mètres de haut et a une largeur de 80 cm. Elle fleurit à la période printemps/été et doit être exposée en plein soleil. Elle a une très bonne résistance.
Dans ce secteur, on remarque également des cyclamens avec leurs feuilles vertes marbrées.

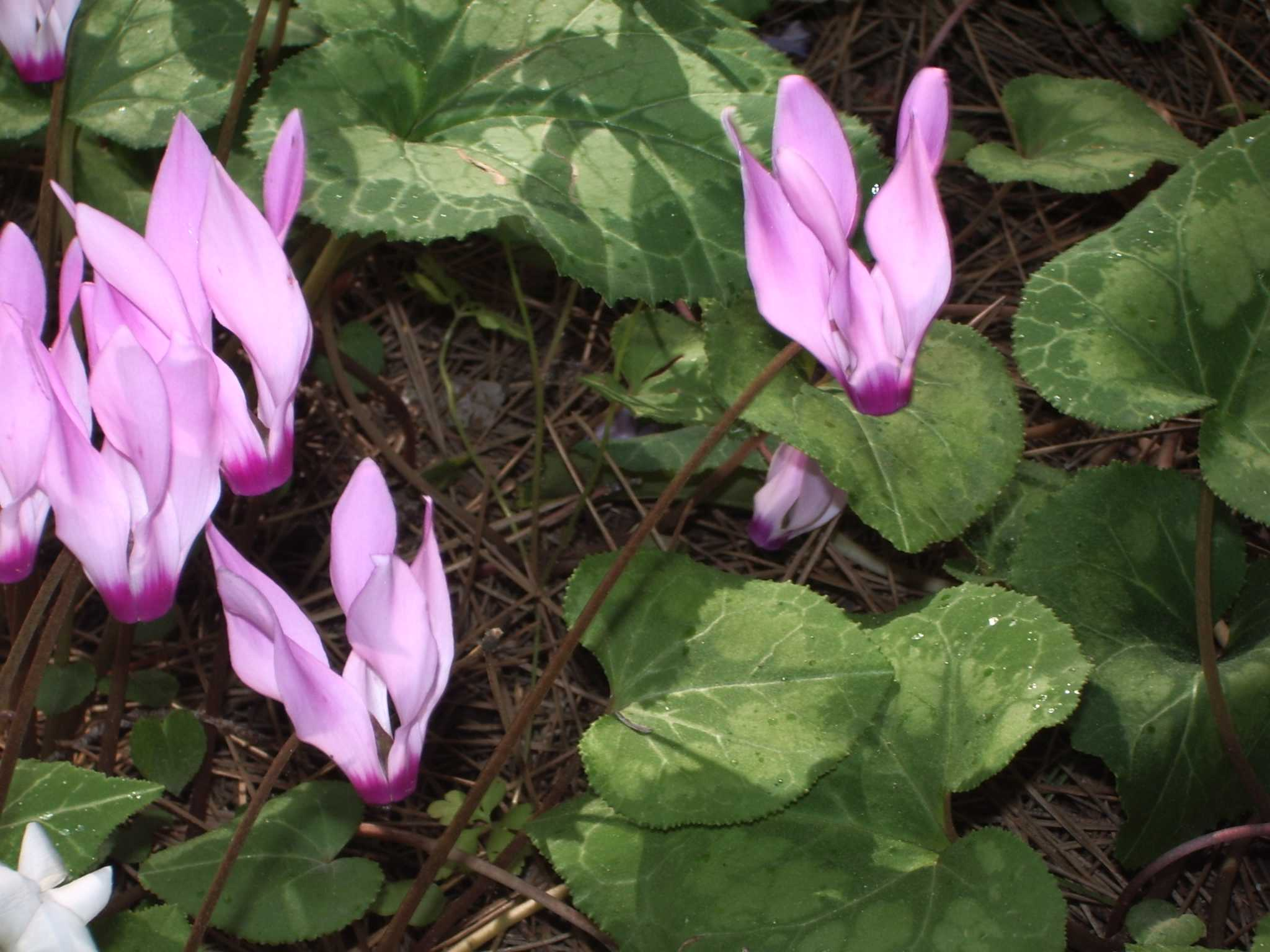
Cyclamen persicum

Il existe une vingtaine d'espèces de cyclamens, dont le Cyclamen persicum ou cyclamen de Perse. Le Cyclamen persicum est originaire de Méditerranée orientale. Il appartient à la famille des primevères. Il est apprécié pour ses fleurs, variant du blanc pur au rouge vif, en passant par des nuances de rose, saumon, mauve ou pourpre, qui s'élèvent au-dessus du feuillage.  Les fleurs délicates contrastent avec les feuilles, souvent marbrées. 
Le cyclamen est une plante adaptée aux conditions méditerranéennes. Ses cycles de développement, de floraison et de repos sont bien définis. Sa floraison est principalement hivernale et sa période naturelle de repos débute au printemps. Il entre ensuite en période de « dormance » durant les mois chauds de l'été.
La période de floraison s'étale généralement de novembre à mars et peut durer près de trois mois si les conditions sont appropriées.

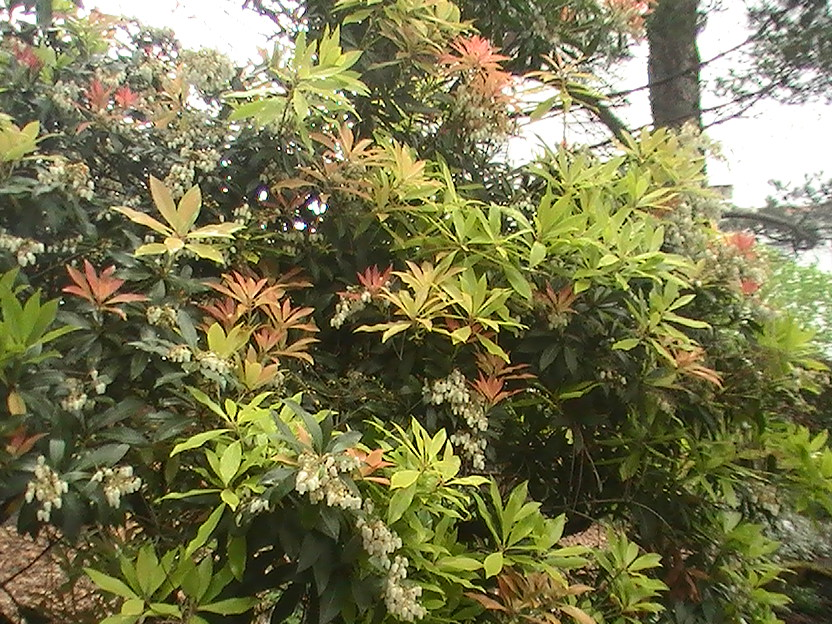
Pieris japonica jardin botanique bayonne

Le Pieris Japonica surnommé « Forest flamme » est un arbuste de la famille des Éricacées. Il peut atteindre 3 mètres de hauteur sur 1,5 à 2 mètres de largeur et doit être exposé à mi-ombre. Son feuillage persistant varie du vert au rouge-orangé. Sa période de floraison est au printemps (mars, mai) et ses fleurs poussent sous forme de grappes blanches. Cet arbuste demande peu d'entretien, il peut se passer d'arrosage. En revanche il est vulnérable à un champignon appelé Phytophtora.

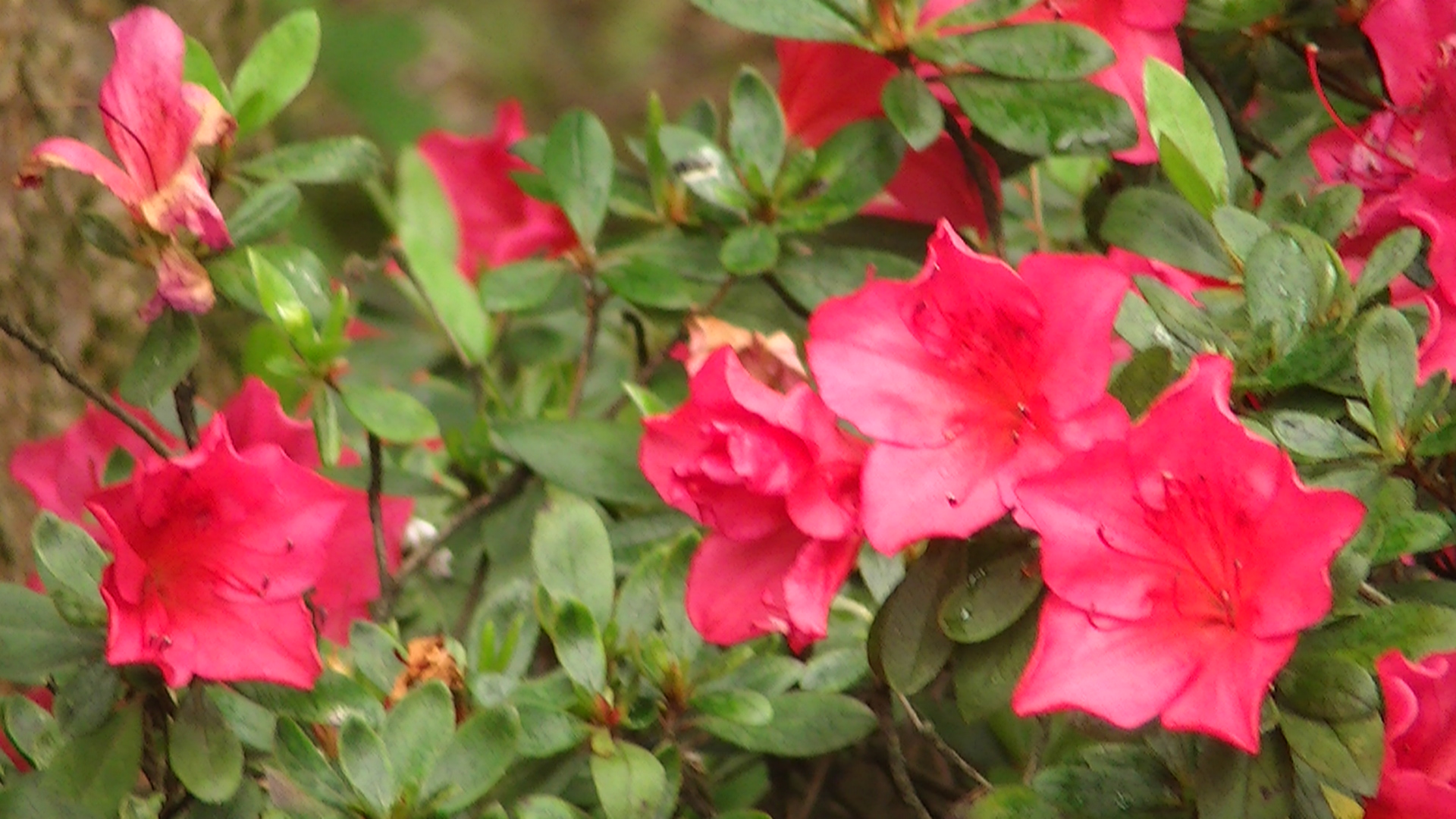
Azalea

La "Armeria Maritima" est une plante qui se trouve dans le secteur des sous-bois. Elle prend la forme de gazon contenant des fleurs rose clair. Cette plante est d'origine espagnole, elle fait de 15 à 25 centimètres de hauteur, la tige fait 2 à 3 millimètres de largeur et la fleur fait environ deux centimètres de largeur.

### Secteur «Bambouseraie»
Ce parc comprend une collection remarquable de bambous.

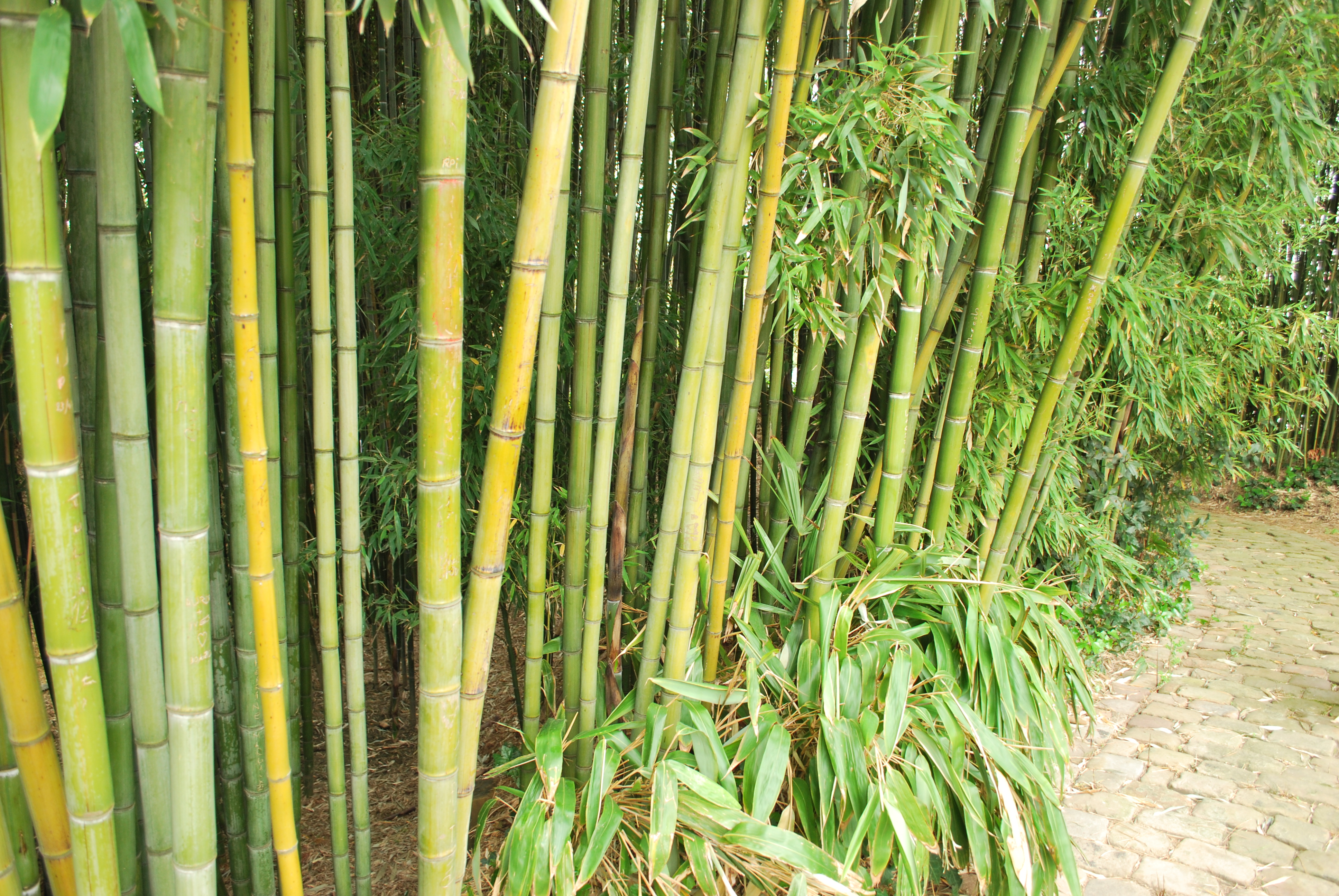
Jardin botanique de Bayonne : bambous

On peut y trouver la Marguerite (Prachystegia insignis daizea). Cette plante à dominante vert foncé s'étend sur la largeur.

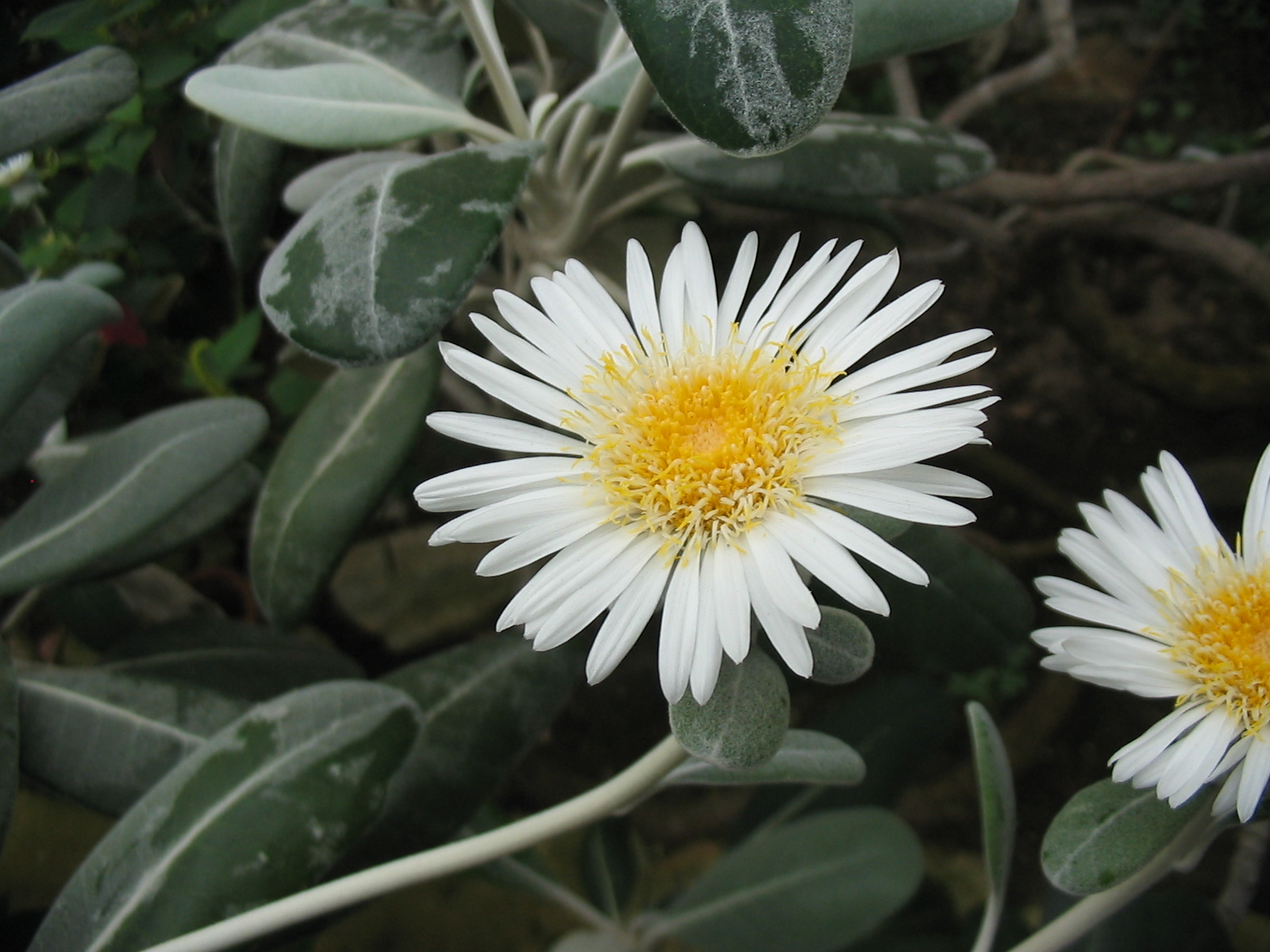
Pachystegia insignis

Elle mesure environ 50 centimètres de haut et 1,60 m de large. Elle fleurit au printemps et supporte facilement les températures extrêmes (−20 °C à 40 °C). Ses feuilles, bleutées, sont très dures et cette plante est très florifère.
À la sortie du secteur, une mosaïque représentant une croix basque décore le sol.

### Secteur «Légèreté-Lumière-Mouvement»
Cet espace se situe entre l'espace « Ambiance Azur » et la bambouseraie. On le trouve derrière la salle d'exposition.
Un important massif de plantes médicinales (c'est-à-dire des plantes ayant des propriétés particulières influençant la santé humaine et animale), aromatiques (utilisées pour leurs arômes qu'elles dégagent) et condimentaires (utilisées en cuisine principalement) y sont visibles. On peut y trouver des plantes comme le basilic (Ocimum basilicum), la Sauge (Salvia) et la Menthe (Mentha).
Au centre de ce secteur on trouve un arbre remarquable, le Cèdre du Japon (Cryptomeria japonica). Cet arbre immense appartient à la famille des conifères. En forme de cône, cet arbre ressemble à un sapin de Noël. À taille adulte, le Cèdre du Japon culmine à une hauteur de 60 mètres et présente une largeur de 25 mètres. Cet arbre porte ses cônes en automne. Il est doté d'une rusticité moyenne : au Japon il pousse dans des climats très chauds et doit être exposé au soleil pour pouvoir vivre.
Derrière la maison on trouve une très belle fleur rouge nommée Geum chiloense 'Mrs bradshaw' appartenant à la famille des rosacées et originaire du Chili. C'est une plante vivace que l'on appelle aussi : Benoîte 'Mrs bradshaw' qui fleurit au printemps et été avec des compléments, cette fleur forme une touffe de feuilles lobées et elle mesure environ 50 cm à taille adulte, son feuillage reste l'hiver et elle doit être exposée au soleil à mi ombre, également elle ne provoque pas d'allergies et est donc privilégiée pour la conception d'un jardin sans allergies.

### Secteur «Ambiance Azur»
Dans le secteur ambiance azur, il y a différentes sortes de plantes comme l’Hibiscus qui est une plante vivace assez haute, de couleurs rouge, orange, jaune ou blanche. On peut aussi y trouver l’Oignon de Perse (Allium schubertii), c'est une espèce d'ail très appréciée comme ornementale avec de longues feuilles vertes poussant en bas de la tige, elle-même assez haute. Ses fleurs violettes possèdent cinq pétales. Cette plante mesure environ 30 cm de haut et 15 cm de large. Elle fleurit au printemps et au cours des autres saisons, on l’aperçoit seulement avec sa tige et sans sa rosette. Elle possède une très bonne rusticité et doit être placée dans un endroit ombragé. C'est une plante originaire de la méditerranée orientale et du proche orient.

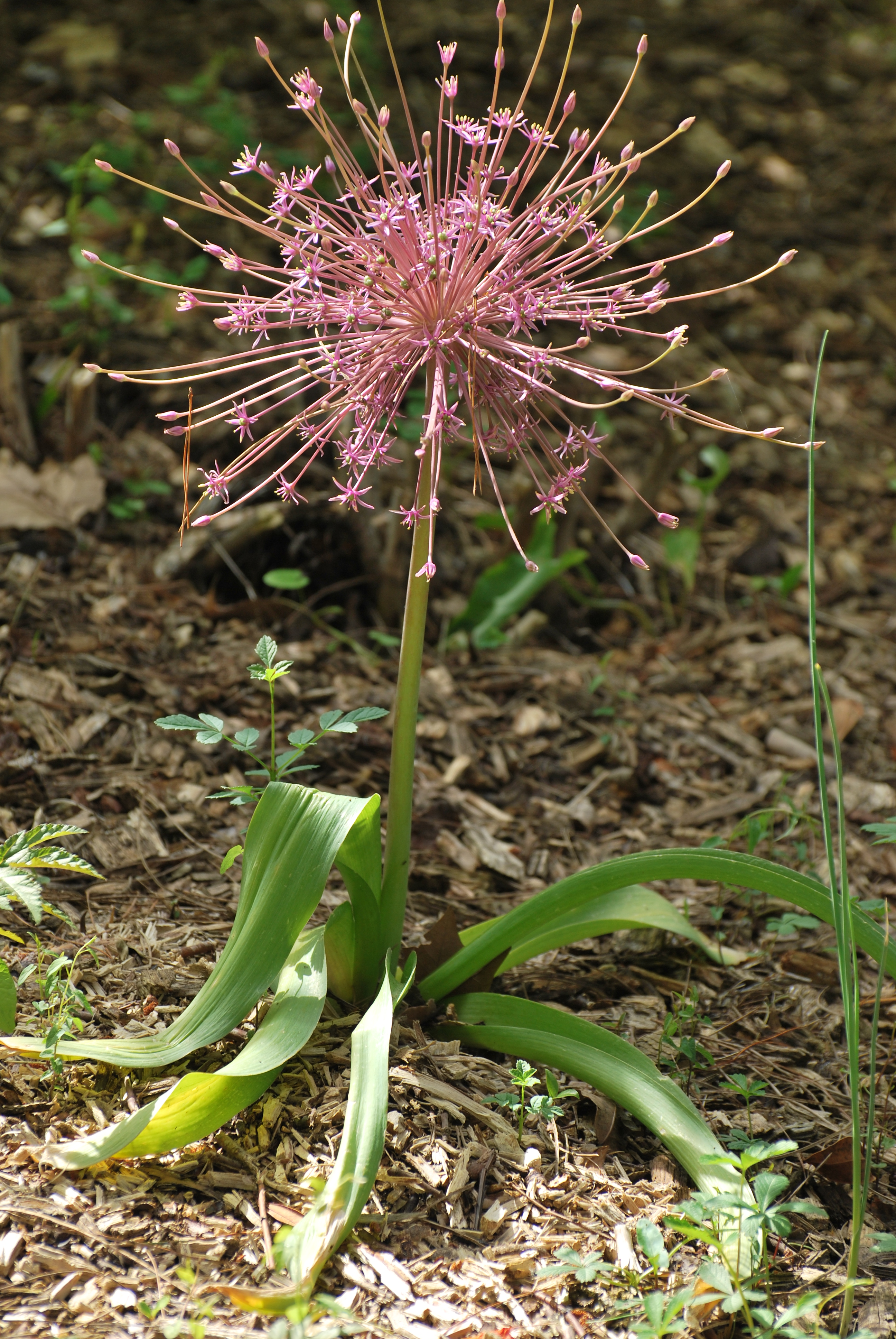
Allium schubertii

### Secteur «Couvre-sols»
À la pointe sud-ouest du jardin et à gauche de la salle d'exposition, se situe la partie « couvre-sols ». Ce secteur est facile à repérer car on y arrive lorsque le pont traversant un bassin est visible à droite. Un grand pin de Monterrey, vieux d'environ 120 ans accueille les visiteurs. Il a été planté vers 1890-1900. Lors de la création du jardin, les jardiniers municipaux ont donc construit le « petit rond-point » qui l'encadre. Tout autour de l'arbre, de nombreuses plantes recouvrent le sol de structures végétales étalées horizontalement à la belle saison.

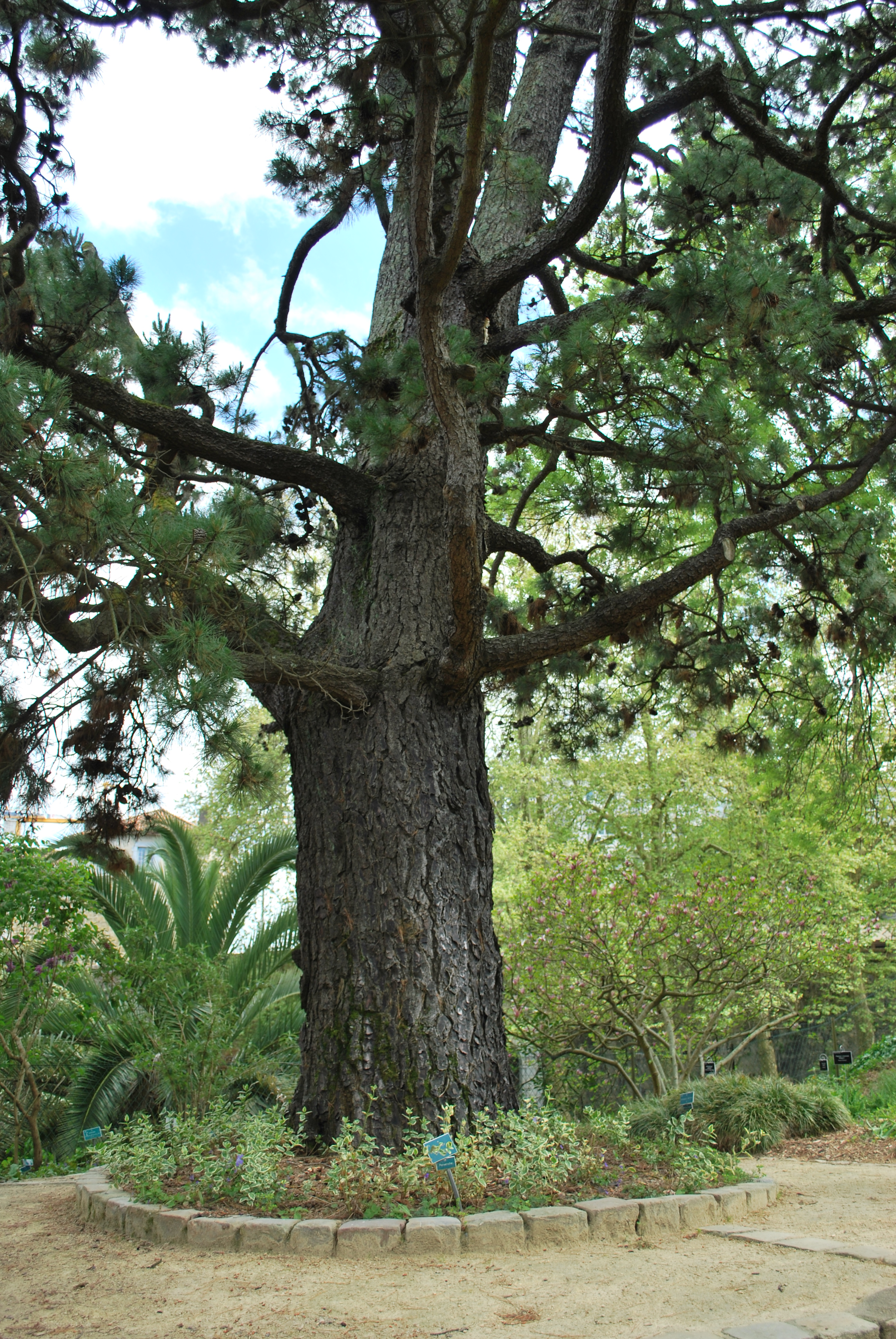
Pin de Monterey
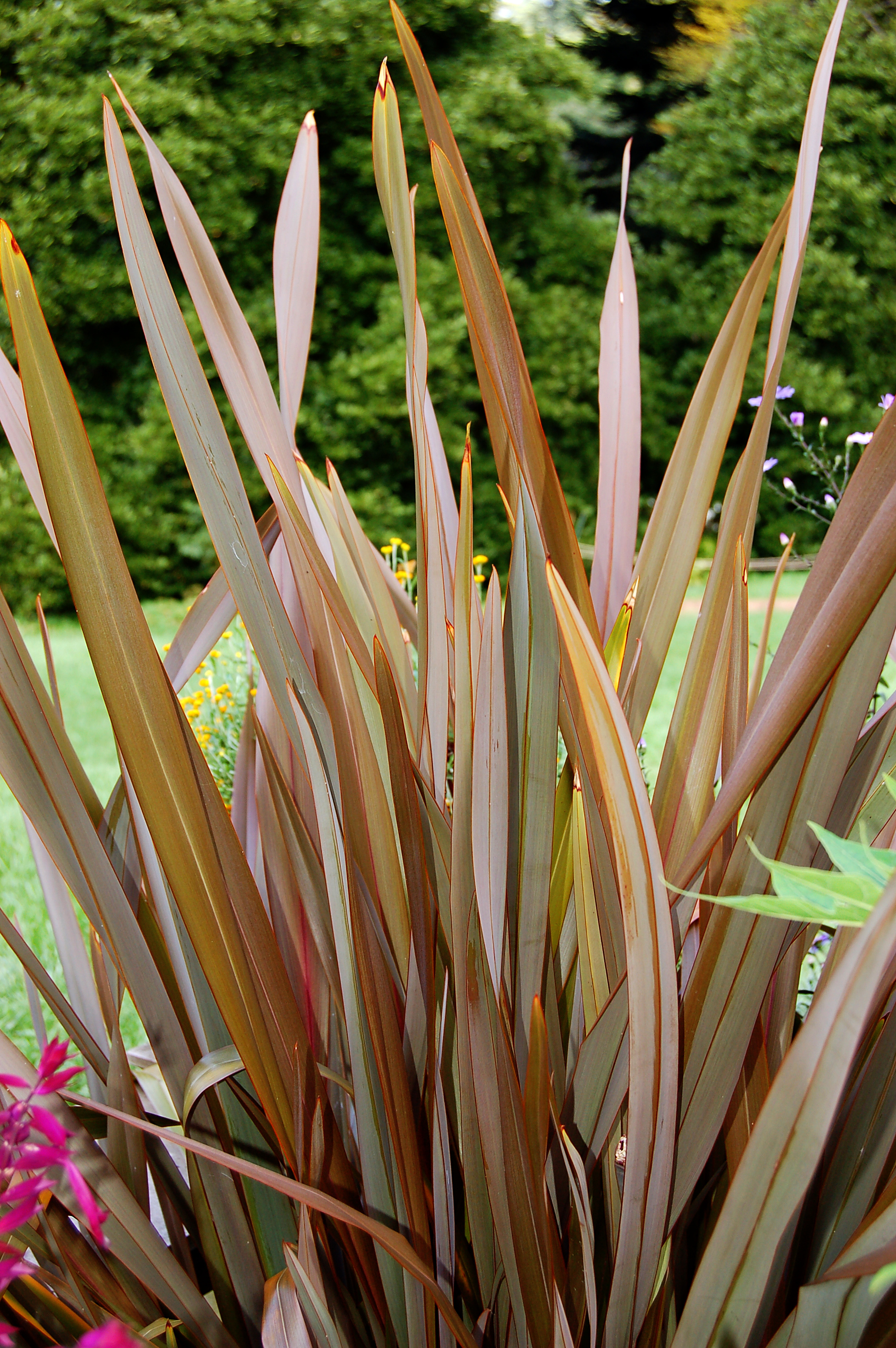
Phormium tenax

Côté est, de magnifiques Phormium tenax multicolores dressent leurs feuilles vers le ciel de la citadelle du château de Bayonne. Ces plantes originaires de Nouvelle-Zélande sont appelées « Lin de Nouvelle-Zélande » car leurs fibres peuvent être utilisées dans l'industrie textile. Assez rustiques, elles sont régulièrement employées dans les jardins modernes d'architecte paysagiste et dans les massifs des ronds-points de nos villes.

### Secteur «Palette de rouge»
Dans ce secteur, on peut trouver l'Éphémère de Virginie (Tradescantia andersoniana 'Osprey'). On remarque que cette plante a ses pétales blancs aux centres mauves et aux étamines jaunes et d'autres aux pétales fuchsia. Elle peut atteindre une hauteur de 50 cm et une largeur de 20 cm environ. Sa période de floraison se situe en été mais ne tolère pas la chaleur intense durant cette saison. Cette plante exige un sol humide, peu fertile, pauvre. La rusticité de la plante est assez bonne et doit être exposée à mi-ombre ou en plein soleil. On la trouve plus particulièrement en Amérique. Pour avoir une meilleure floraison, il faut rabattre le feuillage après la floraison afin d’éviter qu'elle se propage.
On peut aussi trouver des exemplaires de plantes japonaises, dont l'Érable palmé (Acer palmatum Dissectum Atropurpereum). Sa taille varie entre 1 et 2 mètres, ce pourquoi il est souvent considéré comme un simple arbuste.
Il fleurit lentement et au printemps. Il est exposé à mi-ombre ou au soleil.
Il existe de très nombreux cultivars différents de cette plante.

### Secteur «Parfum d'Asie»

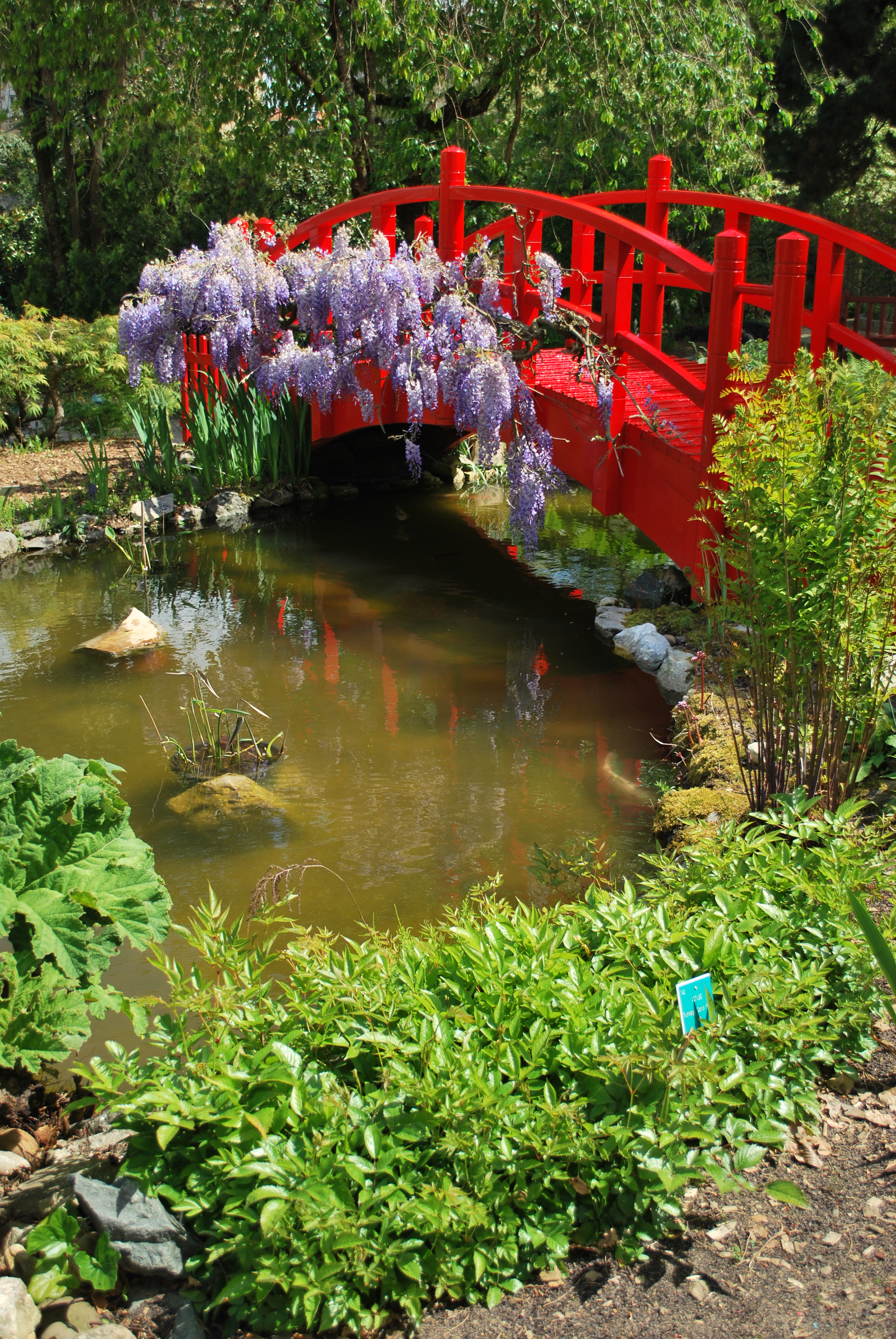
Le pont décoré de glycines qui surplombe le bassin

Dans ce secteur, le décor est japonisant. Il est constitué d'un bassin central franchi par un pont japonais de couleur rouge sur lequel une glycine (Wisteria) violette d'une largeur de 7 à 8 mètres  vient s'enrouler donnant un effet majestueux à l'endroit. Cette plante d'origine européenne aime les situations ensoleillées et chaudes, à l’abri des vents forts et frais qui peuvent endommager ses fleurs parfumées fleurissant d'avril à juin. La glycine supporte des températures négatives allant jusqu’à −20 °C.
La couleur rouge du pont fait ressortir la couleur violet clair de ses longues grappes pouvant être aussi bleues, blanches ou pourpres.
Le secteur exprime son inspiration orientale grâce au jeu de construction entre des espaces d'eau décorés et des plantes aquatiques. Sur les pourtours du bassin, des érables japonais, des Cedrus libani ou encore des Nepeta Faassemi renforcent cette inspiration.
En contrebas des cascades qui entraînent l'eau du bassin principal vers la maison, nous trouvons plusieurs sortes de plantes d'eau, comme par exemple le Cyperus papyrus, plus communément connu sous le nom de Papyrus ou fleur à papier. La plante venue d'Asie/Afrique (vallée du Nil), fleurit durant le printemps et l'été et ne peut pas survivre sans eau à ses pieds et sans exposition au soleil. Assez imposante, avec une hauteur d'environ 2 mètres et peu rustique (elle ne résiste pas aux températures en dessous de −5 °C), elle décore par ses longues tiges et sa feuille en étoile (de 10 à 15 cm de longueur) les bassins miniatures qui permettent à l'eau de se faufiler vers les bassins plus tranquilles contenant des nénuphars. De nombreuses grosses Carpes koï chinoises aux écailles bariolées de rouge, orangé et blanc cohabitent dans le bassin principal (aux côtés de deux tortues de Floride) ; elles illustrent les nombreuses couleurs du jardin : rouge, orange, blanc et vert.

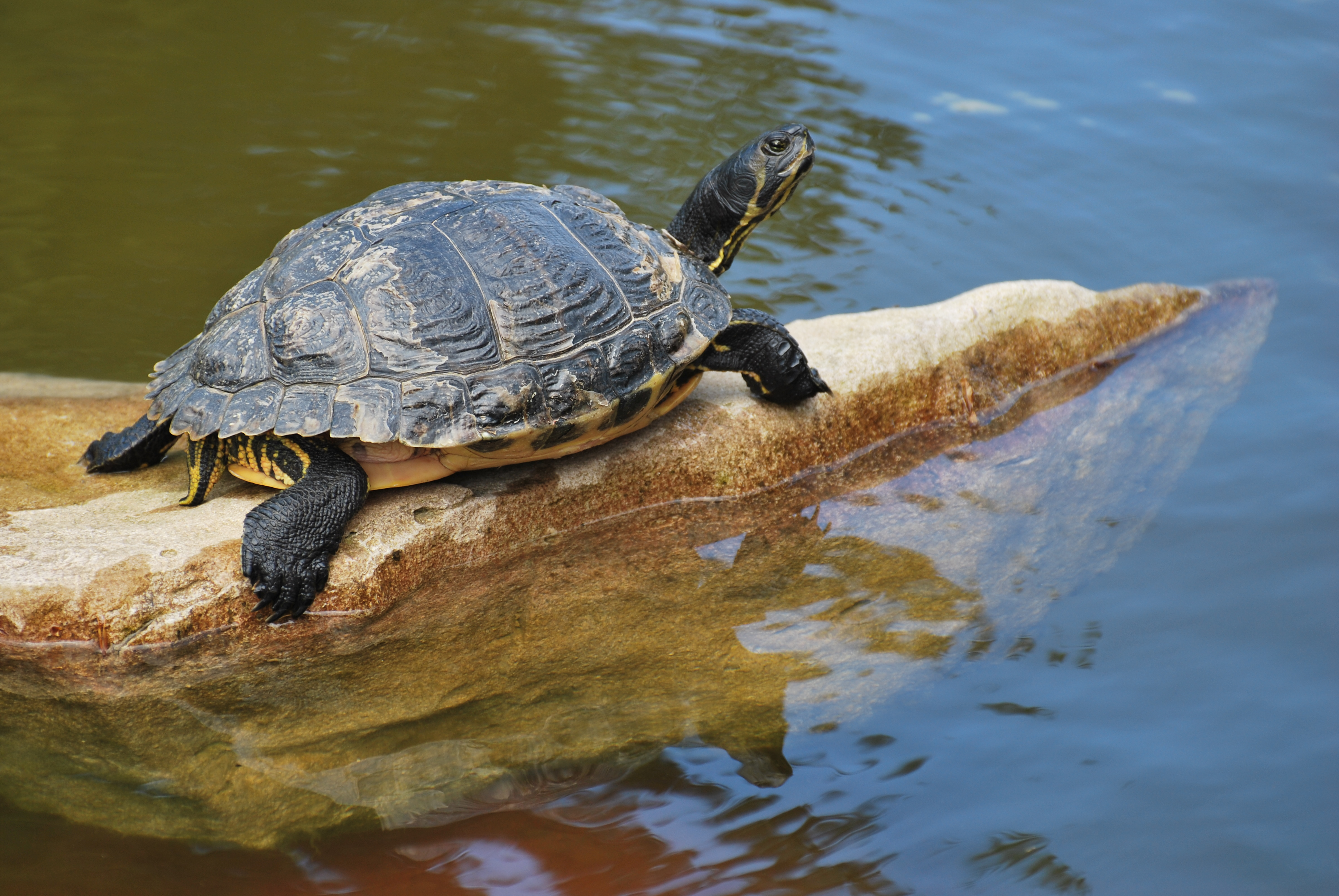
Tortue de Floride dans le bassin
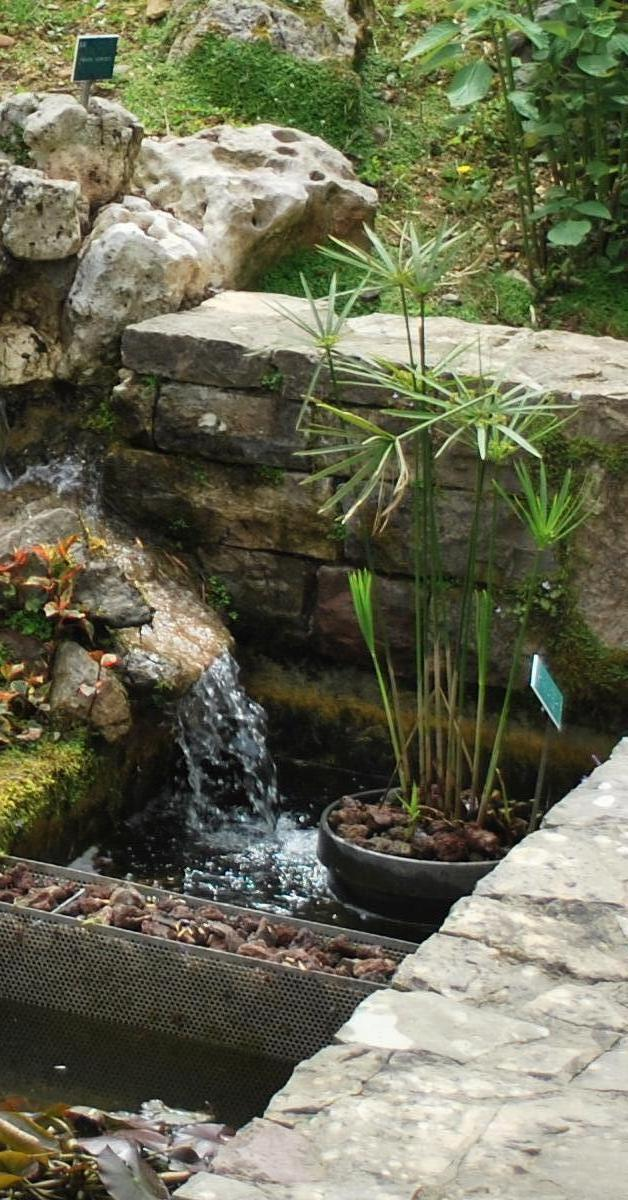
Cyperus papyrus au bas d'une cascade à la japonaise.
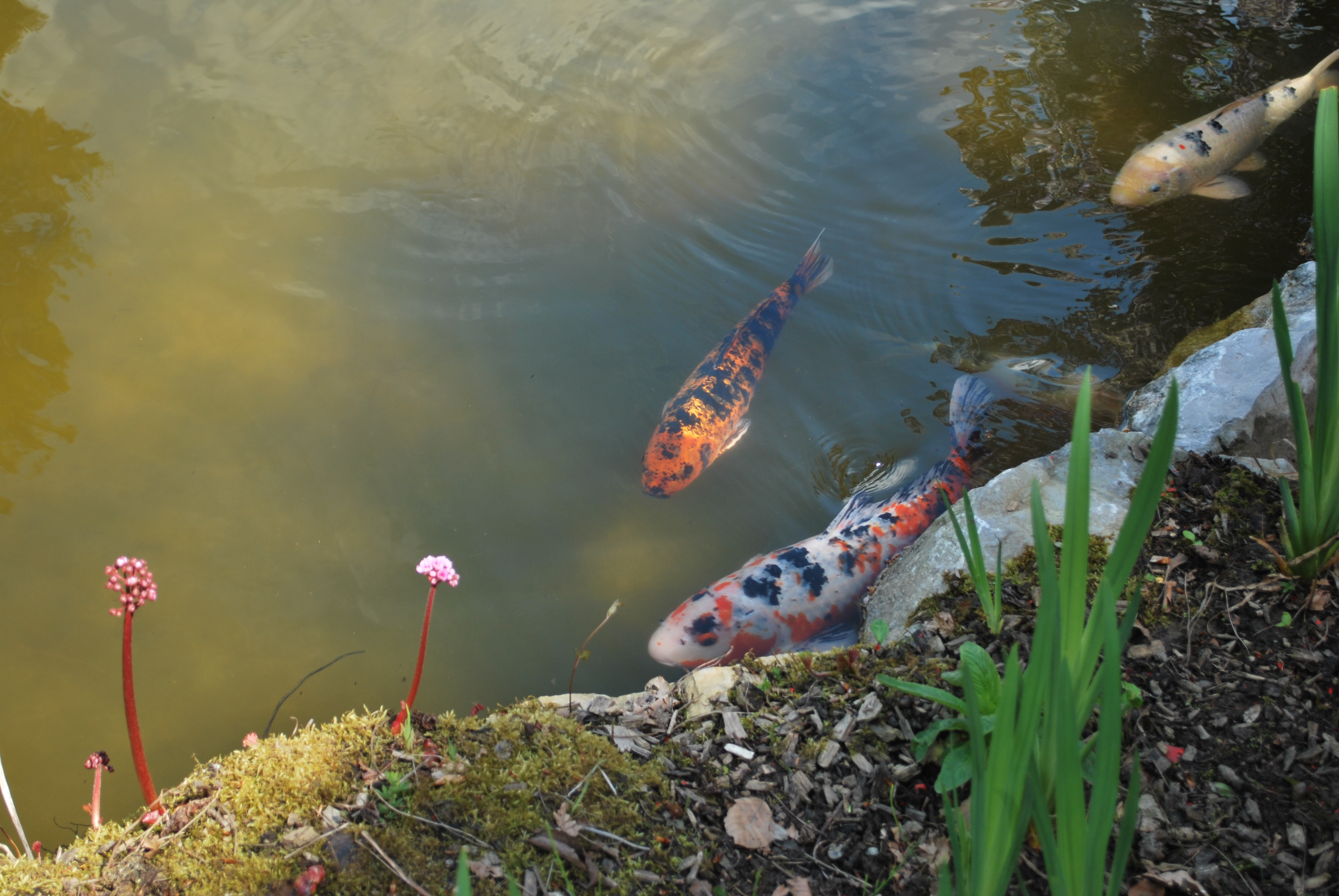
Carpes koï chinoises dans le bassin

Loropetalum (nom français Loropétale de Chine) est un petit arbre rouge bordeaux, venu du Japon, avec une hauteur d'environ 1 m, ainsi qu'une largeur de 50 cm. C'est une plante rustique qui fleurit toute l'année, essentiellement à l'ombre.

## Activités

### Exposition permanente
Devant la salle d'exposition au centre du jardin se dresse un présentoir en bois portant douze capsules de bois imprégnées d'odeurs d'épices, de plantes et d'herbes comme l'origan (Origanum vulgare), la lavande (Lavandula), l'armoise (Artemisia), le genévrier (Juniperus), la Marjolaine (Origanum majorana), la valériane (Valeriana), l'hysope (Hyssopus officinalis) et la verveine (Verbenaceae). Le principe est donc de faire rouler la boule « capuchon » de ces bois pour offrir aux visiteurs un effluve de parfums divers. 

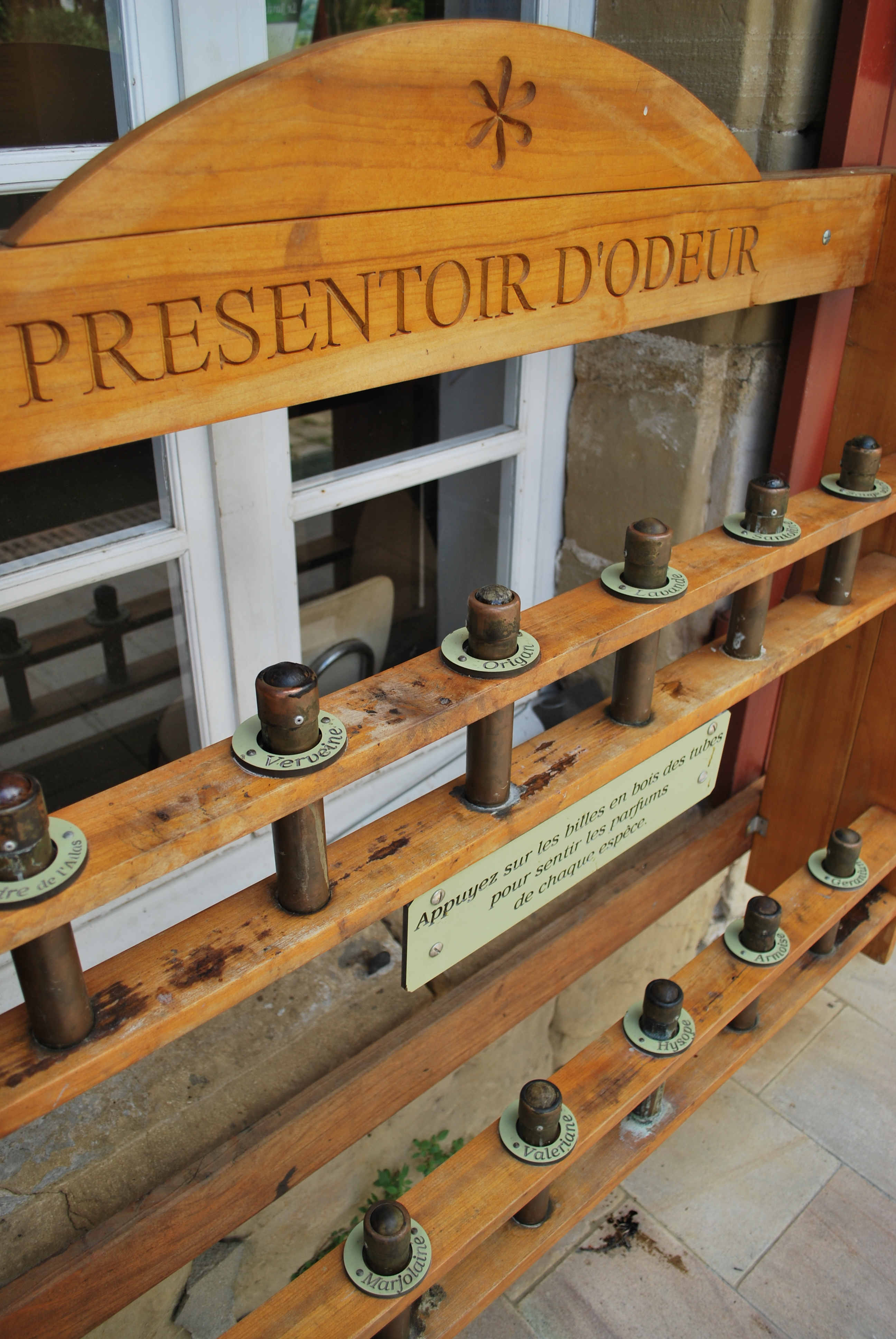
Douze capsules de bois imprégnées d'odeur

Dans la maison, le visiteur découvrira une exposition permanente de panneaux informatifs sur l'art des herbiers, l'histoire des légumes de nos jardins et les actions écologiques des jardiniers. Certains d'entre eux nous exposent l'histoire du jardin. On trouve aussi de l'outillage exposé.

### Animations
Chaque année, la ville de Bayonne organise une journée au jardin vers la fin avril, qui se déroule en alternance sur le site proche de la Poterne et du jardin botanique et le site des serres municipales du parc de Caradoc. L'édition 2012 de cette journée s'est tenue au jardin botanique.
Les jardiniers amateurs peuvent échanger semis et boutures ; la mairie organise aussi une cérémonie de remise des prix sur les balcons et jardins fleuris qui contribuent à l'obtention du pavillon quatre fleurs des communes les plus fleuries de France.
Toute la journée, des animations y sont proposées avec des ateliers scientifiques portant soit sur les animaux et les plantes invasives (origines et conséquences de leur présence), soit sur le rempotage et le compostage pour les enfants.